# Sarasinica atra
Sarasinica atra is een hooiwagen uit de familie Epedanidae.